# Peter Verhoyen
Peter Verhoyen is een Belgische fluitist en piccoloïst.
Peter Verhoyen is solist piccolo bij het Antwerp Symphony Orchestra. Als docent piccolo en vakdidactiek fluit is hij verbonden aan het Koninklijk Vlaams conservatorium te Antwerpen, het Koninklijk Conservatorium te Brussel en de Universität für Musik und darstellende Kunst Graz. Hij organiseert het International Flute Seminar Bruges. Samen met cellist Stefaan Craeynest is hij oprichter van het kamermuziekensemble Arco Baleno. Met dit ensemble realiseerde hij achttien cd-opnames en verscheidene radio-opnames. Daarnaast is Peter Verhoyen regelmatig actief bij onder andere het Collegium Instrumentale Brugense (onder leiding van Patrick Peire) en het orkest Il Novecento (onder leiding van Robert Groslot).
Als piccolospecialist heeft Verhoyen een groot aantal composities voor piccolo geïnspireerd en gecreëerd, waaronder vier concerti voor piccolo van Levente Gyöngyösi, Robert Groslot, Erik Desimpelaere en Bart Watté. Hij heeft ook een reeks opnames gemaakt waarin de piccolo het centrale instrument is. Aan het Koninklijk Vlaams conservatorium te Antwerpen ontwikkelde Peter Verhoyen de eerste Europese masteropleiding voor piccolo.
Zijn inzet voor de hedendaagse Vlaamse kamermuziek werd in 2017 bekroond met de Fuga Trofee van de Unie van Belgische Componisten.
Peter Verhoyen was directeur van het conservatorium van Kortrijk van 2016 tot 2020.
In 2025 werd Peter Verhoyen opgenomen in de Koninklijke Vlaamse Academie van België voor Wetenschappen en Kunsten.

## Discografie (selectie)
- Patchwork. Met Stefan De Schepper (piano), Nele Tiebout (saxofoon), Benoît Viratelle (basklarinet), Pieterjan Vranckx (percussie) en Sylvie Erauw (marimba). EtCetera KTC 1794 (2023)[12]
- Piccolo concerti. Met Ataneres ensemble o.l.v. Martijn Dendievel, Robert Groslot, Erik Desimpelaere en Bart Watté. EtCetera KTC 1749 (2022)[13][14]
- Piccolo sonatas. Met Stefan De Schepper (piano). EtCetera KTC 1736 (2021)
- Zigeunerweisen. Met Ilonka Kolthof, Anke Lauwers, Thomas Fabry (piccolo), Stefan de Schepper (piano) en Ann-Sofie Verhoyen (harp). Etcetera KTC 1701 (2020)[15][16]
- The Birds. Eigentijdse kamermuziek voor piccolo en piano. Met pianist Stefan De Schepper. Codaex CX 4026 (2020)
- Mighty Metamorphoses. 21th-century repertoire voor piccolo en fluit. Met Stefan De Schepper (piano), en Aldo Baerten (fluit). EtCetera KTC 1668 (2019)[17]
- Fluitkwartetten van W.A. Mozart. Met kamermuziekensemble Arco Baleno. Codaex CX 4010 (2015)
- Robert Groslot - Works for Flute and Piccolo. Met Arco Baleno Ensemble, Eline Groslot, Stefan De Schepper, Heigo Rosin, Benjamin Dieltjens. Groslot Music - GM 1401 (2014)[18]
- Best of both worlds. Marc Matthys European Quartet met Ali Ryerson en Peter Verhoyen. Alley Cats PMP 5411499510225 (2014)
- Dirk Brossé - Earth tones. Kamermuziek voor ensemble Arco Baleno en ethnische instrumenten. Codaex CX4025 (2009)
- Britannia. Britse kamermuziek voor fluit/piccolo, strijkers en klavecimbel. Met kamermuziekensemble Arco Baleno. Etcetera KTC 1372 (2008)
- Piccolo Tunes. Met pianist Stefan De Schepper. Etcetera KTC 1296 (2006)
- Debussy/Brewaeys – Preludes voor symfonisch orkest. Met het symfonisch orkest deFilharmonie. Talent DOM 381004 (2005)
- Antonio Vivaldi. Fluitconcerto 'Il Gardellino', piccoloconcerto. Met kamermuziekensemble Arco Baleno. Etcetera KTC 1278 (2004)
- Identities. 20ste eeuwse Vlaamse kamermuziek voor fluit en strijkers. Met kamermuziekensemble Arco Baleno. René Gailly CD87 169 (2000)[19]
- Fantasia... sul linguaggio perduto: werk voor fluit en strijktrio. Met kamermuziekensemble Arco Baleno. Radio 3 R397003 (1996)

### als auteur
- Verhoyen, Peter, Lauwers, Anke, Miller, Sarah (2022). Peter's Piccolo World. A Piccolo Inspiration Book for Intermediate to Advanced Players, Illustrated by Ann-Sofie Verhoyen. (Volume 1)
- Verhoyen, Peter, Lauwers, Anke, Miller, Sarah (2024). Peter's Piccolo World. A Piccolo Inspiration Book for Intermediate to Advanced Players, Illustrated by Ann-Sofie Verhoyen. (Volume 2)